# Невадо-дель-Руїс
Невадо-дель-Руїс (ісп. Nevado del Ruiz, El Mesa de Herveo — Меса Ервео або Kumanday — Кумандай) — найпівнічніший вулкан Андійського вулканічного поясу, розташований в межах Північної вулканічної зони в колумбійських департаментах Кальдас і Толіма, 40 км на північ від міста Манісалес. Невадо-дель-Руїс розміщений на території Національного парку Лос-Невадос, де розташовано ще кілька вулканів. Вершина вулкана вкрита великими льодовиками, але вони швидко відступають через глобальне потепління.
Невадо-дель-Руїс — великий стратовулкан, що складається з численних шарів андезитових і дацитових лавових потоків та пірокластичних порід. Він зберігає активність протягом близько 2 млн років, з раннього плейстоцену або пізнього пліоцену та мав три головні періоди вулканічної активності. Сучасний конус утворився протягом останнього (сучасного) періоду, що розпочався близько 150 тис. років тому.
Як і більшість стратовулканів Анд, Невадо-дель-Руїс відноситься до плініанського типу. Для нього характерні газово-кам'яні пірокластичні потоки, що у свою чергу часто викликають грязьові потоки — лахари. Його відносно невелике виверження 1985 року після 150-річного періоду неактивності викликало величезний лахар, що майже повністю зруйнував та відрізав від зовнішнього світу містечко Армеро та призвів до загибелі 23 тисяч його мешканців. Ця подія стала відома як Трагедія Армеро, а лахар вважається найсмертельнішим лахаром в історії. Подібні, але не настільки руйнівні, лахари зійшли в 1595 і 1845 роках. Зараз вважається, що до 500 тисяч мешканців навколишніх районів живуть під загрозою виникнення лахарів, які можуть зійти зі схилів цього вулкана.

## Географія і геологія

Мапа найбільших вулканів в Колумбії

Невадо-дель-Руїс розташований в Андах, приблизно за 129 км на захід від Боготи. Вулкан є частиною Кордильєри-Сентраль, що також називається масивом Руїс-Толіма та має у своєму складі групу з п'яти засніжених вулканів: Толіма, Санта-Ісабель, Кіндіо і Мачін. Кордильєра розташована на перехресті чотирьох глибинних розломів, які ще зберігають часткову активність.
Невадо-дель-Руїс входить до Тихоокеанського вогняного кола, величезного ланцюга вулканів, що оточує Тихий океан та поєднує в собі всі найактивніші вулкани світу. Це найпівнічніший вулкан, розташований в межах Північної вулканічної зони Андійського вулканічного поясу, в якому розміщуються 75 з 204 вулканів часів Голоцену в Південній Америці. Андійський вулканічний пояс утворився в результаті субдукції плити Наска, що рухається під Південноамериканською плитою. Як і багато інших вулканів, що утворилися в зонах субдукції, Невадо-дель-Руїс характеризується виверженнями плініанського типу, які асоціюються з пірокластичними потоками, що можуть розтопити лід біля вершини та утворити руйнівні лахари — потоки бруду, глини та уламків гірських порід.
Як і більшість андійських вулканів, Невадо-дель-Руїс є стратовулканом: це об'ємний, приблизно конічний вулкан, що складається з численних шарів затверділих лавових потоків і тефри, включаючи вулканічний попіл. Ці шари мають андезитовий та дациттовий склад. Сучасний вулканічний конус об'єднує п'ять лавових куполів, розташованих в межах кальдери, що утворилася протягом попередніх періодів активності цього вулкана: Невадо-ель-Сісне (Nevado el Cisne), Альто-де-ла-Лагуна (Alto de la Laguna), Ла-Ольєта (La Olleta), Альто-ла-Пірана (Alto la Pirana) і Альто-де-Сантано (Alto de Santano). Разом вони вкривають площу понад 200 км², простягаючись на 65 км зі сходу на захід. На великій вершині горирозташований кратер Аренас діаметром близько 1 км і глибиною 240 м.
Схили біля вершини досить круті, з кутом нахилу від 20 до 30 градусів. На менших висотах вони стають похилішими, кут нахилу знижується до 10 градусів. З цього місця передгір'я простягаються до річок Маґдалена на півночі й Каука на заході. На двох найкрутіших схилах гори помітні сліди попередніх зсувів. Під час вивержень, коли лід біля вершини тане, можуть утворитися величезні лахари, як і утворився найруйнівніший лахар після виверження 1985 року. Розташований на південно-західному схилі вулкана пірокластичний конус Ла-Ольєта зараз неактивний, але був активним в історичні часи.

### Льодовики
Вершина Невадо-дель-Руїс вкрита льодовиками (nevado означає іспанською «вкритий снігом» або «вкрита снігом вершина»), що сформувалися протягом багатьох тисяч років, але істотно відступили з часів Останнього льодовикового максимуму. В період 28 000 — 21 000 років тому льодовики в Кордильєрі-Сентраль займали площу близько 1500 км². 12 000 років тому, після відступання льодовиків, льодом все ще було вкрито близько 800 км² масиву. Протягом Малого льодовикового періоду, приблизно між 1600 і 1900 роками, льодова шапка вкривала близько 100 км².

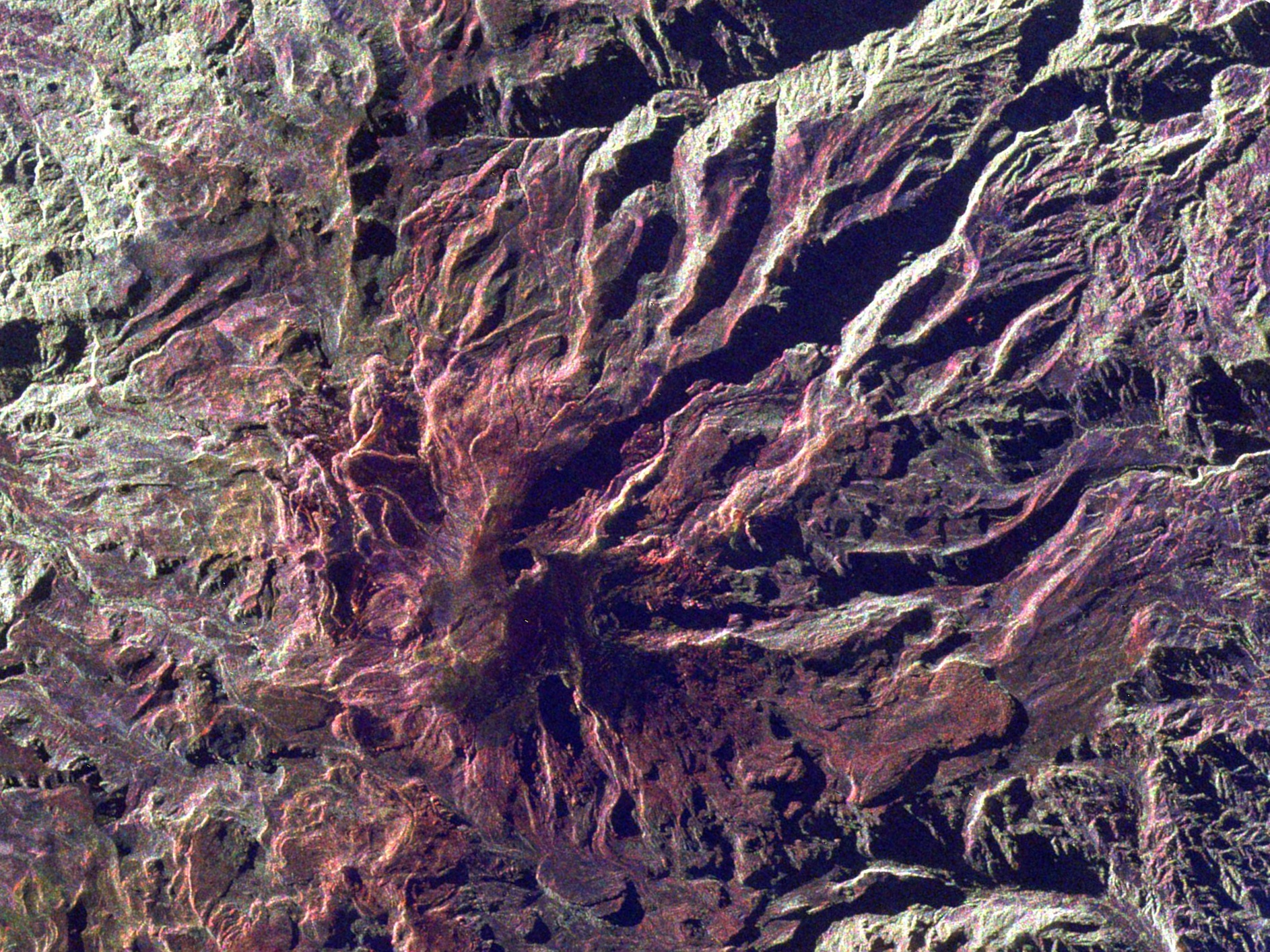
Супутниковий знімок Невадо-дель-Руїс, глибокий кратер Аренас видимий біля вершини.

Пізніше відступання льодовиків продовжилося через потепління атмосфери. Станом на 1959 рік, площа льодовиків масиву зменшилася до 34 км². Після виверження 1985 року, що розтопило близько 10 % льодового покриву, вкрита льодовиками площа Невадо-дель-Руїс зменшилася з 17 км² одразу після виверження до 10 км² 2003 року. Снігова лінія при цьому піднялася з 4500 м 1985 року до 4900 м в 2003.
Середня товщина льодовикового покриву зараз становить близько 50 м. Вона найбільша на плато біля вершини та в районі льодовика Нерейдес на південних схилах, досягаючи близько 190 м. Льодовики на північних схилах та, до меншої міри, на східних, найбільше втратили після виверження 1985 року, зараз досягаючи лише 30 м завтовшки. Товщина льодовиків біля вершини відома неточно, через те, що під ними може перебувати кальдера. П'ять куполів, що оточують плато, вже піднялися над поверхнею льодовика.
Тала вода з льодовиків переважно стікає у річки Каука і Маґдалена із західних та східних схилів вулкана відповідно. Стікання води з льодовиків цього та сусідніх вулканів є головним джерелом прісної води для десятків навколишніх поселень, через що колумбійський уряд занепокоєний проблемами з постачанням води, коли льодовики остаточно розтануть.

## Жива природа

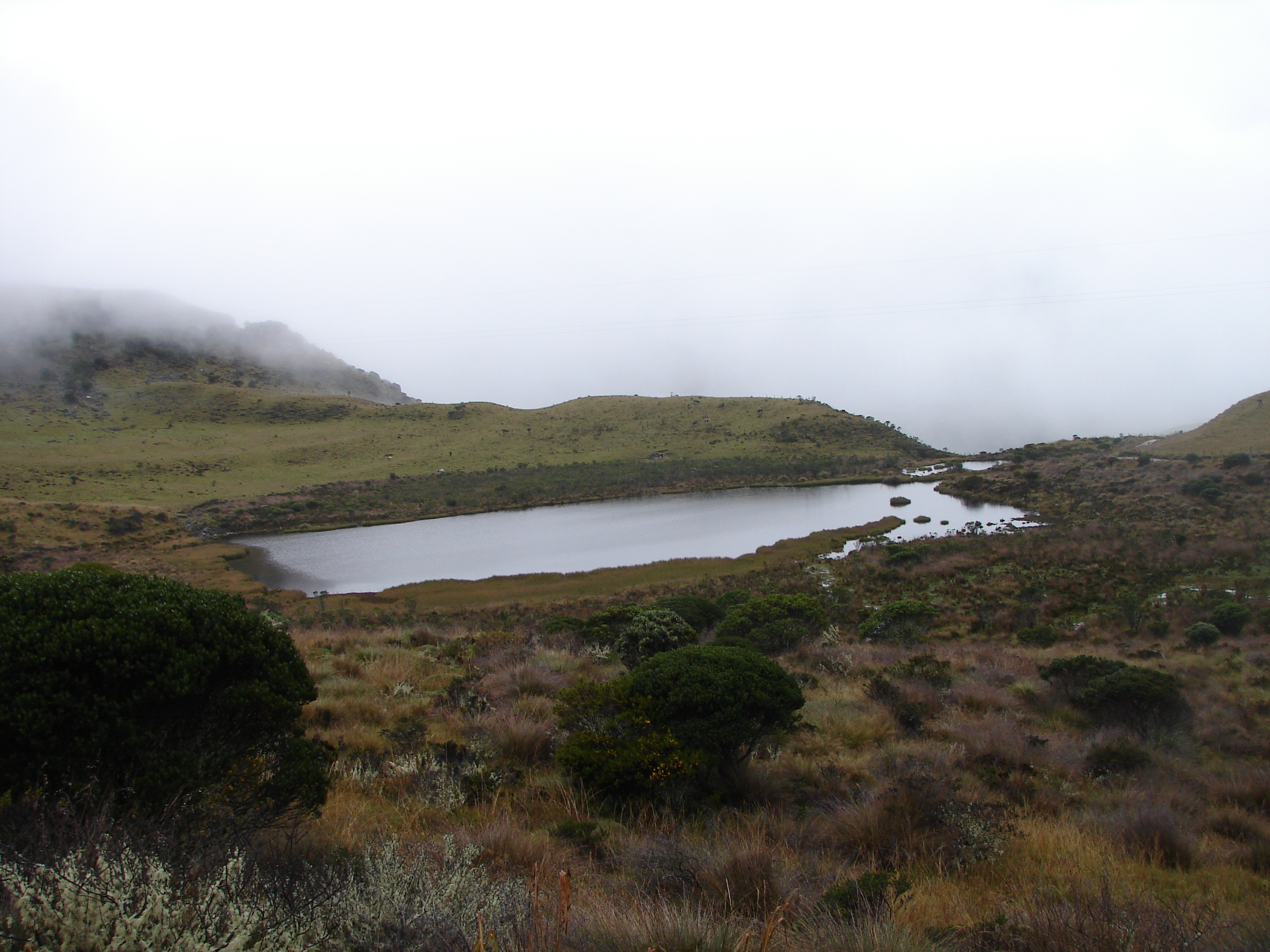
Озерце Лагуна-Негра та ділянка парамо неподалік від вулкана

Невадо-дель-Руїс, разом з кількома іншими стратовулканами, розташовані на території Національного парку Лос-Невадос, що займає частину Кордильєри-Сентраль на захід від міста Богота. Головною метою створення парку є захист джерел прісної води на його території, що забезпечують значний відсоток сільськогосподарських районів країни. Крім того, парк охороняє унікальну ділянку живої природи колумбійських високогір'їв, тоді як майже всі придатні для росту рослин навколишні території зазнали істотних змін через сільськогосподарську діяльність людини. Але й на його території розповсюдження видів помітно змінилося за історичні часи.
Характер рослинних угрупувань району перш за все залежить від висоти над рівнем моря. Найвищою зоною є суперпарамо (4700-4100 м) — зона рідкої рослинності безпосередньо нижче зони вічних снігів. Рослинність переважно групується на вологих плоських та захищених від вітрів ділянках. Наступною зоною є зона альпійських луків — парамо (4100-3750 м), де домінують такі рослини як есплеція та різноманітні трави.

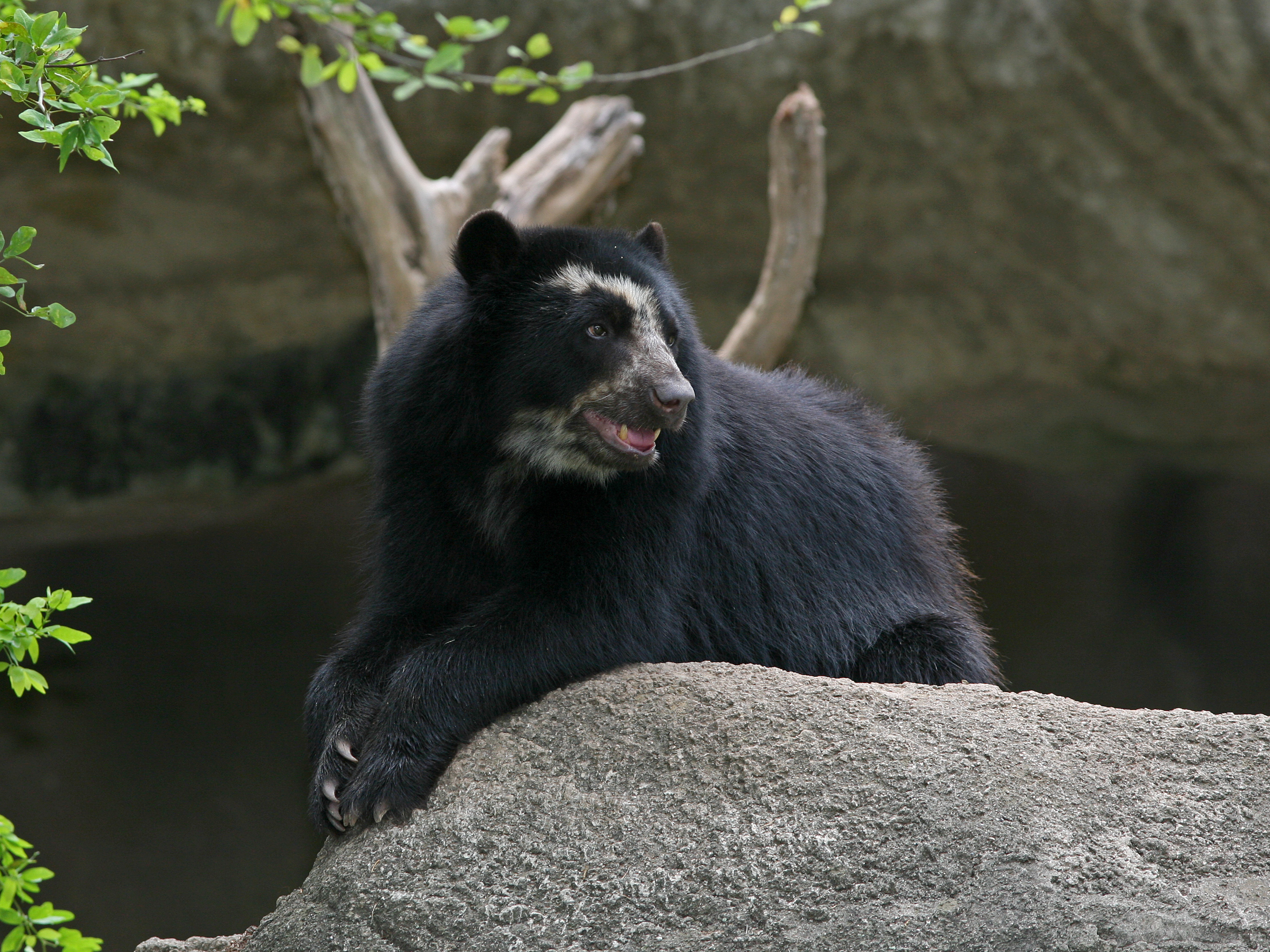
Очковий ведмідь, мешканець лісів на схилах гори.

Нижче за парамо розташована лінія лісу, але вона визначена досить нечітко, щільність лісів тут поступово зменшується з висотою. Нижче за лінію лісу на схилах вулкана починається андійська зона (3700-2500 м на східних схилах, 3700-2900 на західних). Багато ділянок у верхній адндійські зоні залишаються вкритими лукової рослинністю, тоді як інші вкриті карликовими лісами (3 — 8 м заввишки). На висотах до 3100-3200 м на схилах добре розвинуті помірно вологі гірські ліси (20 — 35 м заввишки).
Рослини навколишніх районів відносяться до різних родин дерев і кущів, зокрема маренових, бобових, меластомових, лаврових і шовковицевих. Трав'янисті рослини, зокрема ароїдні, тонконогові, айстрові, перцеві і орхідні, також присутні у цьому районі, так само як і багатоніжкові папороті.
Серед рідкісних тварин, на схилах вулкана мешкають гірський тапір і очковий ведмідь, обидва види перебувають під загрозою. Навколишні райони населяють й інші тварини, включно з ендеміками району червонолобою товстодзьобою папугою, шоломоносним колібрі і ервейським арлекіном. Всього на схилах вулкана мешкає 27 ендемічних для Колумбії видів птахів, розповсюдження 14-ти з яких обмежене виключно районом навколо вулкана. 15 видів птахів перебувають під загрозою.

## Людська діяльність

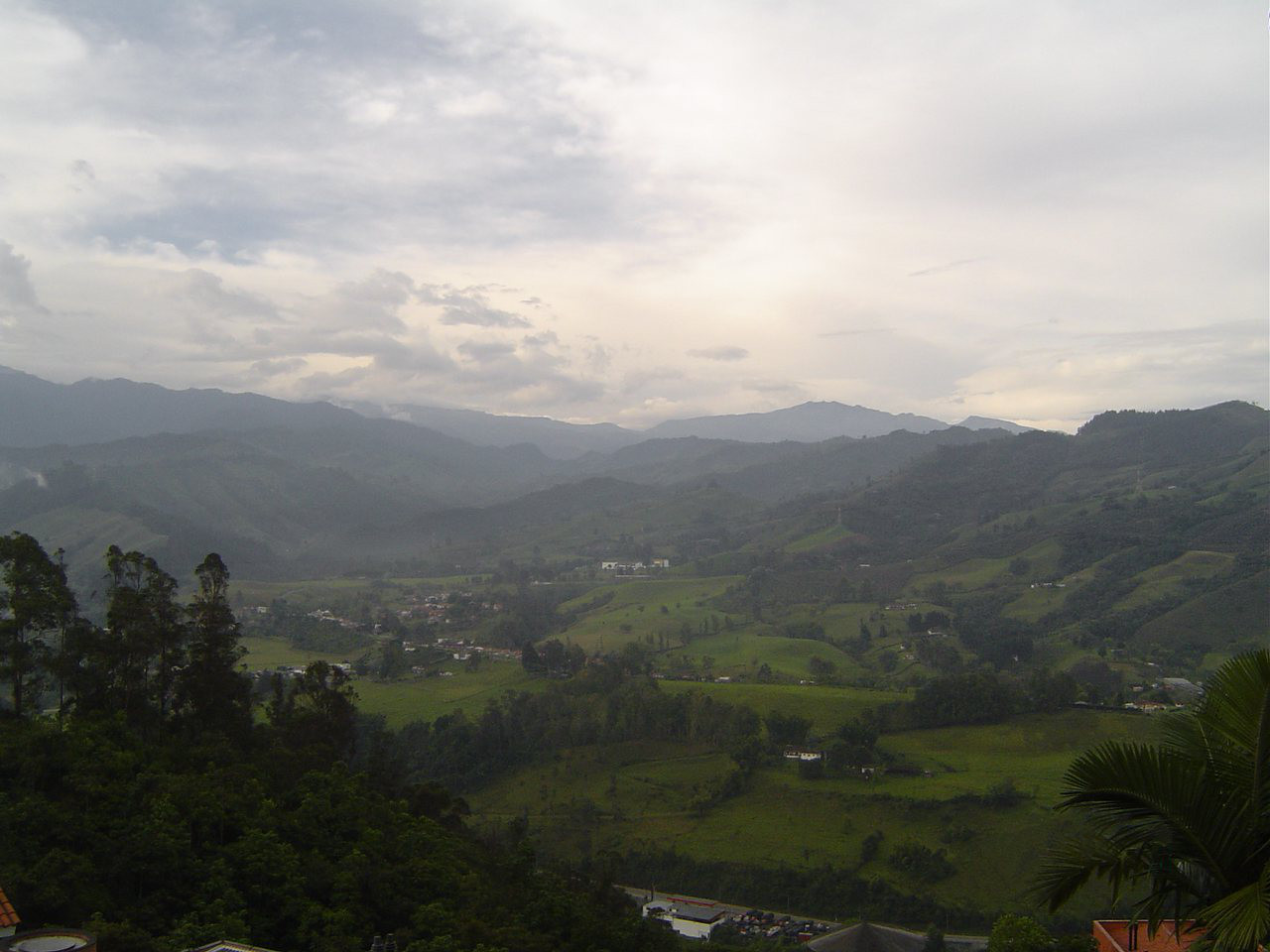
Підніжжя гори та селище Вільямарія біля міста Манісалес

Всі навколишні райони переважно використовуються для потреб сільського господарства, за винятком лише найвищої зони, суперпарамо. Парамо (2500-4200 м) зараз переважно використовується для скотарства, нижче, в андійській зоні (2500—2500 м), більшість землі зайнято під вирощування картоплі, нижче (1800—2500) — область скотарства і вирощування кукурудзи, а ще нижче, в субандійській зоні (1100—1800 м) вирощуються кавові дерева. Далі (500—100 м) розташована область вирощування цукрової тростини.
Територія Національного парку Лос-Невадос використовується переважно для екологічного туризму та дуже популярна як серед колумбійців, так і серед іноземних туристів. Тут є кілька укриттів для відвідувачів. На схилах вулканів популярні зимові види спорту, а озеро Отун використовується для спортивної рибалки на інтродуковану форель. Біля парку працює багато приватних готелей та спа-курортів.
Альпінізм також досить популярний на цій вершині. Німецькі геологи Вільгельм Райсс і Альфонс Штюбель першими спробували піднятися на вулкан в 1868—1869 роках, але не змогли цього зробити. 1936 року В. Канет і Альберт Ґрассер здійснили перше успішне сходження, частково на лижах, яке вони повторили 1939 року. Зараз, проте, через відступ льодовика, підйом став набагато легшим, і його можна зробити без альпіністського спорядження.

## Історія вивержень
| Історія відомих вивержень  | Історія відомих вивержень | Історія відомих вивержень | Історія відомих вивержень | Історія відомих вивержень | Історія відомих вивержень      | Історія відомих вивержень |
| -------------------------- | ------------------------- | ------------------------- | ------------------------- | ------------------------- | ------------------------------ | --- |
| Початок                    | Кінець                    | Метод датування           | VEI                       | Об'єм тефри               | Місце                          | Характеристики |
| 6660 до н. е. (або раніше) | Невідомо                  | Тефрохронологія           |                           |                           | Кратер Аренас                  | Виверження через центральний отвір, експлозія, пірокластичні потоки, лахари |
| 1245 до н. е. ± 150        | Невідомо                  | Радіовуглецеве            |                           |                           | Кратер Альто-ла-Піраміде (?)   | Виверження через бічний отвір (?), експлозія, пірокластичні потоки, лахари |
| 850 до н. е. (?)           | Невідомо                  | Тефрохронологія           | 4                         | 2,9 x 108 м³              | Кратер Аренас                  | Виверження через центральний отвір, експлозія, пірокластичні потоки, фреатичні вибухи, екструзія купола (?), лахари, зсуви                                                                                       |
| 200 до н. е. ± 100         | Невідомо                  | Радіовуглецеве            | 4                         | 1,7 x 108 м³              | Кратер Аренас                  | Виверження через центральний отвір, експлозія |
| 350 ± 300                  | Невідомо                  | Радіовуглецеве            | 3                         | 8 x 107 м³                | Кратер Ла-Ольєта               | Виверження через бічний отвір, експлозія |
| 675 ± 50                   | Невідомо                  | Радіовуглецеве            | 3                         | 5 x 107 м³                | Кратер Аренас                  | Виверження через центральний отвір, експлозія, пірокластичні потоки, лахари |
| 1350 (?)                   | Невідомо                  | Радіовуглецеве            | 4                         | 1,7 x 108 м³              | Кратер Аренас                  | Виверження через центральний отвір, експлозія, лахари |
| 1541                       | Невідомо                  | Невпевнене[а]             |                           |                           |                                | Фреатичні вибухи (?) |
| 1570                       | Невідомо                  | Історичні записи          |                           |                           |                                | Виверження через центральний отвір, експлозія |
| 9 березня 1595             | Невідомо                  | Історичні записи          | 4                         | 1,6 x 108 м³              | Кратер Аренас                  | Виверження через центральний отвір, підльодовикові виверження, експлозія, пірокластичні потоки, лахари, зсуви, руйнування, жертви                                                                                |
| 1623                       | Невідомо                  | Історичні записи          | 1 (?)                     |                           | Біля кратеру Аренас            | Виверження через центральний отвір, експлозія (?), фреатичні вибухи (?) |
| 14 березня 1805            | Невідомо                  | Історичні записи          | 2                         |                           |                                | Фреатичні вибухи (?) |
| 1826                       | Невідомо                  | Невпевнене[а]             | 2 (?)                     |                           |                                | Виверження через центральний отвір (?), через бічні отвори (?), експлозія, фреатичні вибухи (?) |
| червень 1828               | Невідомо                  | Історичні записи          | 2                         |                           |                                | Виверження через центральний отвір (?), через бічні отвори (?), фреатичні вибухи |
| 18 червня 1829             | Невідомо                  | Історичні записи          | 2                         |                           |                                | Виверження через центральний отвір (?), через бічні отвори (?), експлозія, фреатичні вибухи (?) |
| 1831                       | Невідомо                  | Історичні записи          | 2                         |                           |                                | Виверження через центральний отвір (?), через бічні отвори (?), експлозія, фреатичні вибухи (?) |
| 1833                       | Невідомо                  | Невпевнене[а]             | 2 (?)                     |                           |                                | Виверження через центральний отвір (?), через бічні отвори (?), фреатичні вибухи (?), фумароли (?) |
| 1916                       | Невідомо                  | Історичні записи          | 3                         | 6 x 107 м³                | Кратери Аненас і Ла-Ольєта (?) | Виверження через центральний отвір, через бічні отвори (?), радіальні викиди, підльодовикове виверження, експлозія, пірокластичні потоки, фреатичні вибухи, лавові потоки (?), лахари, зсуви, руйнування, жертви |
| 1916                       | Невідомо                  | Історичні записи          | 2                         |                           |                                | Експлозія, фреатичні вибухи |
| 22 грудня 1984             | 19 березня 1985           | Історичні записи          | 1                         |                           | Кратер Аренас                  | Виверження через центральний отвір, експлозія, фреатичні вибухи |
| 11 вересня 1985            | 13 липня 1991             | Історичні записи          | 3                         | 4,8 x 107 м³              | Кратер Аренас                  | Виверження через центральний отвір, експлозія, пірокластичні потоки, фреатичні вибухи, лахари, руйнування, жертви                                                                                                |
| 23 квітня 1994             | 23 квітня 1994            | Невпевнене[а]             |                           |                           |                                | Виверження через центральний отвір (?), фреатичні вибухи (?) |

### Ранній період
Перше виверження Невадо-дель-Руїс відбулося близько 1,8 млн років тому, на початку епохи Пліоцену. З того часу було ідентифіковано три головні періоди активності: початковий, старий і сучасний. Протягом початкового періоду, що тривав між 1,8 і 1,0 млн. років тому, сформувався комплекс великих стратовулканів. Між 1,0 і 0,8 млн років тому вони частково обвалилися, сформувавши велику (5-10 км завширшки) кальдеру. Протягом старого періоду, що тривав між 0,8 і 0,2 млн років тому, сформувався новий комплекс стратовулканів, включаючи відокремлені стародавні вулкани Руїс, Толіма, Кіндіо і Санта-Ісабель. В період 0,2-0,15 млн років тому на їх вершинах утворилися експлозійні кальдери.
Сучасний період почався близько 150 тис. років тому, протягом нього сформувався сучасний вулканічний комплекс Невадо-дель-Руїс через утворення андезитних і дацитних лавових куполів усередині старіших кальдер. Протягом останніх 11 тис. років вулкан пройшов щонайменш 12 вулканічних стадій, що включали зсуви, пірокластичні потоки і лахари, які приводили до часткового руйнування куполів на вершині. Протягом останніх кількох тисяч років виверження цього та навколишніх вулканів були переважно невеликими, а пірокластичні потоки значно слабшими за ті, що відбувалися за часів Плейстоцену. Оскільки письменні джерела існують лише за останні кілька століть, для датування переважно використовувалася тефрохронологія.
Після іспанської колонізації, виверження переважно складалися з вертикального виверження через центральний отвір, за яким слідувала експлозія та лахари. Перше ідентифіковане виверження часів Голоцену відбулося близько 6660 року до н. е., за ним слідували виверження 1245 року до н. е. ± 150 років (дані радіовуглецевого датування), близько 850 року до н. е., 200 року до н. е. ± 100 років, 350 року н. е. ± 300 років, 675 року ± 50 років, 1350-го, 1541 (ймовірно)[а], 1570, 1595, 1623, 1805, 1826, 1828 (ймовірно)[а], 1829, 1831, 1833 (ймовірно)[а], 1845, 1916, у грудні 1984 — березні 1985, вересні 1985 — липні 1991 і, ймовірно, у квітні 1994 року[а]. Багато з них включали виверження через центральний отвір, виверження через бічні отвори і фреатичні (парові) вибухи. Зараз Невадо-дель-Руїс є другим за активністю вулканом Колумбії після Ґалерас.

### Лахар 1595 року
Виверження Невадо-дель-Руїс розпочалося уранці 12 березня 1595 року. Подія складалося з трьох плініанських вивержень, звук яких можна було почути на відстані 100 км від вершини вулкана. Під час події було вивергнуто велику кількість вулканічного попелу, що повністю вкрив навколишні райони. Вулкан також вивергнув велику кількість лапілі (форма тефри) і вулканічних бомб. Загалом було викинуто близько 0,16 км³ тефри. Виверженню також передував значний землетрус, що відбувся з три дні до нього. Цей землетрус викликав лахари, що спустилися униз долинами річок Ґуалі та Лаґунільяс, припинивши їх стікання та знищивши рослинний і тваринний світ їх долин. В результаті цього лахару загинуло близько 600 чоловік. Виверження 1595 року було найбільшим великим виверженням Невадо-дель-Руїс до 1985 року. Загалом же виверження 1595 і 1985 років були схожими за багатьма параметрами, включаючи хімічний склад вивергнутого матеріалу.

### Сель 1845 року
Великий землетрус, що відбувся 19 лютого 1845 року, привів до утворення значного селя (грязьового потоку). Цей сель спустився униз долиною річки Лаґунільяс на відстань близько 70 км, переповнюючи русло річки та руйнуючи прирічкові поселення. У місці досягнення річкою конуса виносу, сель розщепився на два рукави. Більша частина продовжила рух річкою Лаґунільяс і досягла річки Маґдалена, тоді як менша частина була відхилена пагорбами на початку каньйону річки Лаґунільяс, повернула на 90 градусів на північ та досягла річки Сабандіха, після чого разом з річкою Сабандіха зустріла решту селю у місці впадіння цієї річки до Маґдалени. За приблизними оцінками в результаті цього селю загинуло близько 1000 чоловік.

### Трагедія Армеро 1985 року
В листопаді 1984 року геологи відмітили збільшення рівня сейсмічної активності Невадо-дель-Руїс. Іншими ознаками виверження, що наближалося, було збільшення фумарольної активності, виділення сірки на вершині вулкана і невеликі фреатичні виверження. Найпомітнішою з цих подій став викид попелу 11 вересня 1985 року. Активність вулкана дещо знизилася у жовтні 1985 року, що пояснюють потраплянням магми до вулканічної структури у вересні.

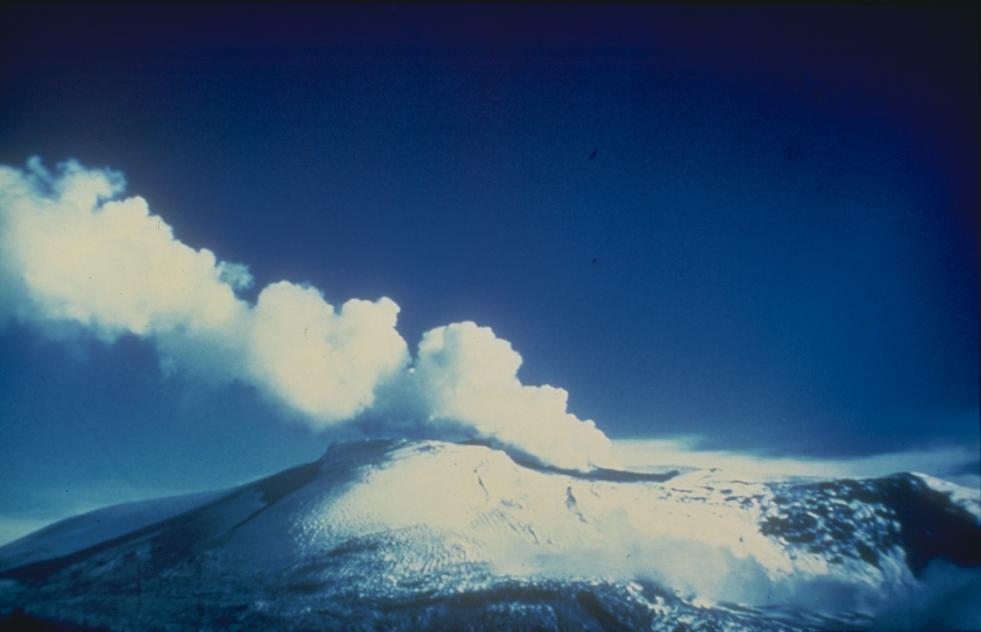
Вулкан 1985 року перед виверженням

У жовтні на вулкані працювала італійська вулкалогічна місія, що проаналізувала гази, які виділялися з фумаролів на дні кратеру Аренас. Було встановлено, що вони представляли собою суміш вуглекислого газу і діоксиду сірки — індикатор потрапляння магми до приповерхневого середовища. Доповідь місії, опублікована 22 жовтня 1985 року, оцінювала ризик лахарів як дуже високий. У цій доповіді дослідники рекомендували місцевому уряду прийняти основні міри застереження.
В жовтні 1985 року вулканічна активність знову збільшилася по мірі досягнення магмою поверхні. Вулкан почав виділяти великі кількості газів, багатих на діоксид сірки та елементарну сірку. Вміст води у фумаролах зменшився, а вода джерел навколо вулкана збагатилася на магній, кальцій і натрій, що вимивалися з магми. На той час відбувалася значна дегазація магми, що викликала збільшення тиску всередині вулкана, яке пізніше й привело до експлозії.

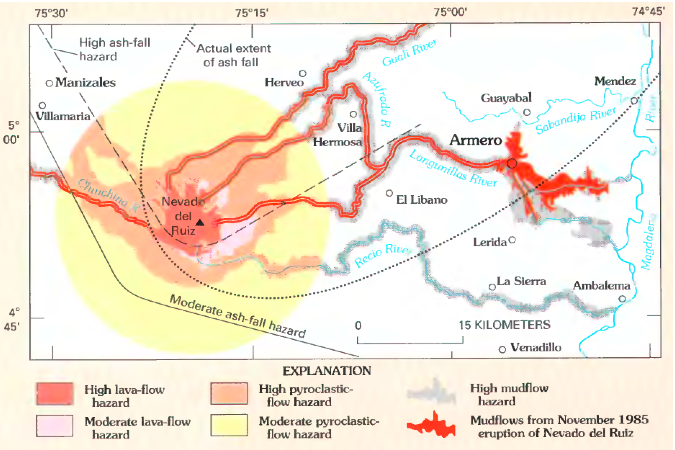
Мапа зон ризику навколо Невадо-дель-Руїс, з лахаром 1985 року, позначеним червоним кольором.

Невадо-дель-Руїс остаточно вивергнувся о 9:08 вечора 13 листопада 1985 року, викинувши дацитну тефру в атмосферу на висоту понад 30 км. Загальна маса вивергнутого матеріалу (включаючи магму) становила близько 35 млн тонн, лише 3 % від кількості, вивергнутої при виверженні вулкана Сент-Хеленс 1980 року. Виверження досягло рівня 3 за індекстом вулканічної експлозивності. Маса вивергнутого діоксиду сірки склала близько 700 тис. тонн або 2 % від маси вивергнутого матеріалу, що робить виверження незвичайно багатим на сірку.
Пірокластичні потоки, викликані вулканом, розтопили льодовики на вершині, утворивши чотири великих лахари, що направилися униз схилами вулкана. Вулкан також знищив невелике озеро, що існувало у кратері Аренас перед виверженням. Вода у подібних вулканічних озерах зазвичай дуже солона і містить багато розчинених вулканічних газів. Гаряча кисла вода озера значно прискорила розтоплення льоду, цей ефект було підтверджено великою кількістю сульфатів і хлоридів у потоках лахарів.

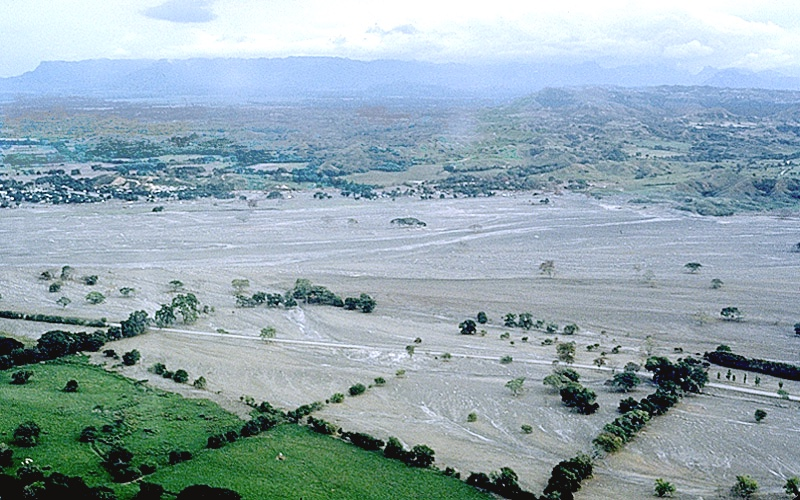
Армеро після трагедії — місто в центрі фотографії, знятій через кілька днів після трагедії.

Лахари, що складалися з води, льоду, пемзи та уламків скель, змішалися з глиною на схилах вулкана. Вони спрямували униз схилами вулкана із середньою швидкістю 60 км/год, розмиваючи ґрунт, руйнуючи скелі і знищуючи рослинність. Після спуску на кілька тисяч метрів, лахари потрапили до шести річкових долин, що вели з вулкана. В річкових долинах лахари збільшилися в об'ємі прибизно в чотири рази. Лахар в долині річки Ґуалі досяг максимальної ширини 50 м.
Один з цих лахарів фактично змив місто Армеро у департаменті Толіма, що лежало в долині річки Лаґунілья. З 28 700 мешканців міста понад 23 тис. загинуло в результаті лахару, а понад 5 тис. було поранено. У місті було знищено понад 5 тис. домів. Інший лахар, що спускався долиною річки Чінчіна, привів до загибелі близько 1800 чоловік та зруйнував близько 400 домів у місті Чінчіна. Подія отримала назву Трагедії Армеро та стала другим за числом жертв виверженням вулкана у 20 столітті після виверження Монтань-Пеле 1902 року, четвертим за числом жертв вулканічним виверженням в історії і найгіршою природною катастрофою в історії Колумбії. Лахар, що зруйнував Армеро, є першим за числом жертв лахаром в історії.

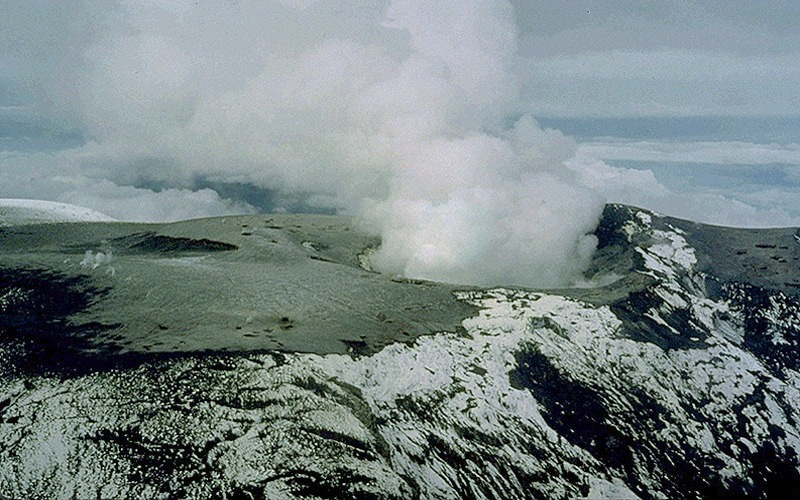
Вершина Невадо-дель-Руїс в кінці листопада 1985 року

Великі жертви під час виверження 1985 року частково стали результатом невпевненості дослідників щодо точного часу виверження, і того, що уряд не став вживати заходів обережності без попередження про неминучу катастрофу. Через те, що останнє значне виверження вулкана відбулося за 140 років до того часу, для багатьох було важко сприйняти величезну загрозу від вулкана, місцеві мешканці навіть називали його «сплячим левом». Мапи загроз, опубліковані за місяць до трагедії, вказували на можливість подібних подій, але колумбійський Конгрес офіційно звинуватив науковців та служби громадянської оборони в нагнітанні страху. Представники місцевої влади не попередили населення про серйозність ситуації, а мер та священник Армеро разом запевнювали мешканців міста в безпеці, вже після випадання попелу увечері 13 листопада. Іншим чинником став шторм, що пошкодив лінії електропередач і зв'язку. За годину до трагедії робітники громадянської оборони з міст вище по долині намагалися попередити Армеро про лахар, що наближався до міста, але не змогли додзвонитися або налагодити радіоконтакт.
Вже після виверження дослідники проаналізували записи сейсмографів та помітили кілька землетрусів в останні години перед виверженням, що починалися досить сильними, а потім поступово затихали. Вулканолог Бернар Чуе пізніше відмітив: «вулкан кричав: 'Я збираюся вибухнути!'», але науковці, що спостерігали за вулканом на той час, не змогли прочитати сигнал.

## Ризик нових вивержень та підготовка до них

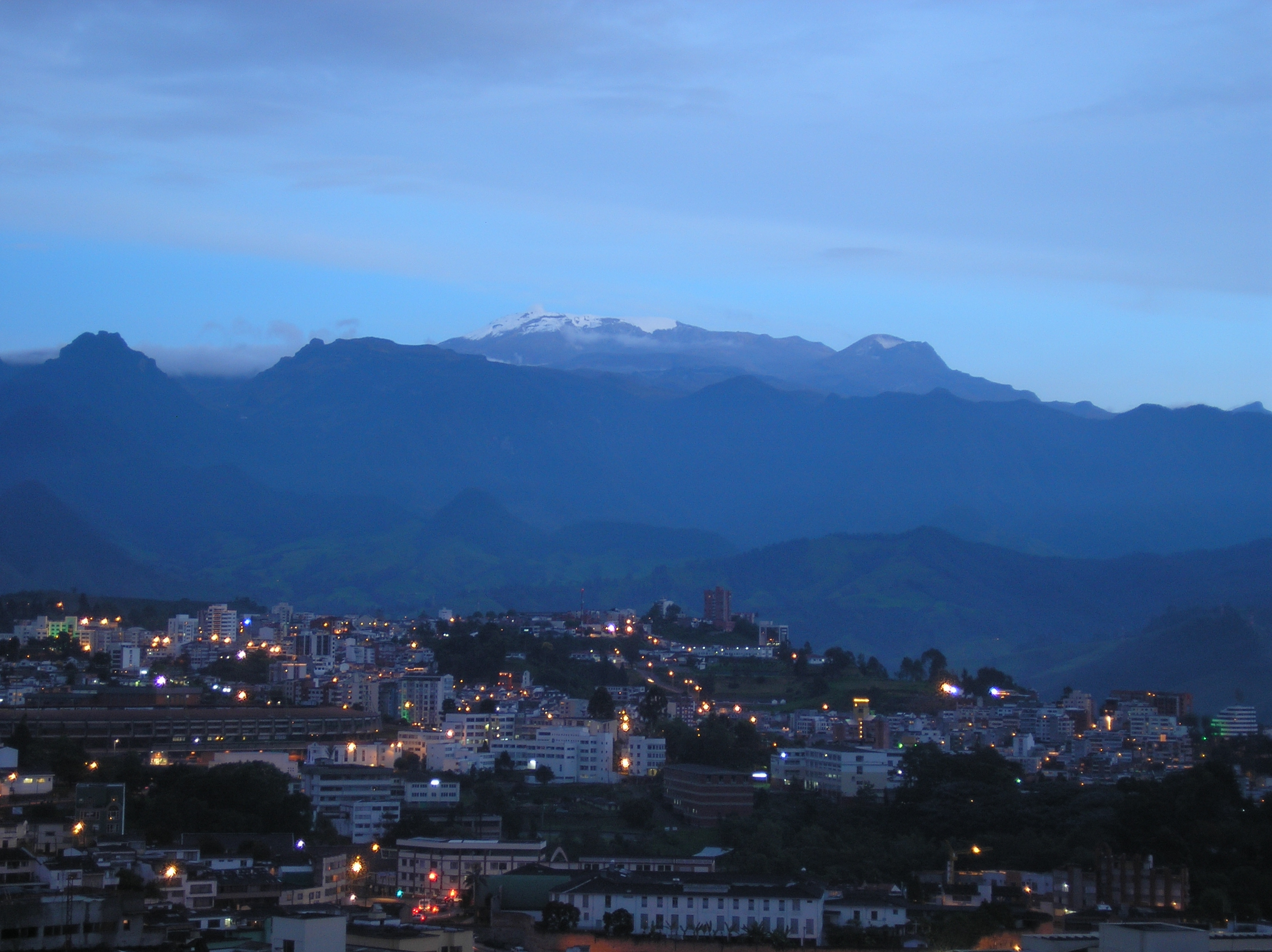
Невадо-дель-Руїс з міста Манісалес, 2006 рік.

Вулкан продовжує загрожувати навколишнім поселенням та містам. Найбільш ймовірною загрозою при цьому є малі виверження, що, проте, можуть дестабілізувати льодовик та викликати лахари. Незважаючи на значне скорочення об'єму льодовиків, загальний об'єм льоду на вершині Невадо-дель-Руїс та інших вулканів масиву залишається досить великим. Якщо розтане лише 10 % льоду, як це сталося 1985 року, це може викликати лахари або селі об'ємом 200 млн м³. Такі лахари можуть досягти відстані до 100 км від вершини уздовж русел річок лише за кілька годин. За оцінками, у зоні ризику мешкає до 500 тис. чоловік, переважно в долинах Комбейма, Чінчіна, Кеальйо-Точе і Ґуалі, з них 100 тис. живуть у зоні «високого ризику»[б]. Зокрема лахари загрожують навколишнім містам Онда, Марікіта, Амбалема, Чінчіна, Ервео, Вільяермоса, Салґар і Ла-Дорада. Хоча невеликі виверження є більш ймовірними, двомільйонорічна історія вивержень вулканів масиву містить багато значних вивержень, загроза від яких також враховується. Велике виверження матиме ефект на більшу територію, включаючи Міжнародний аеропорт Ель-Дорадо міста Богота, перш за все через випадання попелу.
Оскільки трагедія Армеро продемонструвала недостатність ранніх попереджень, небезпечне використання землі і непідготованість навколишніх мешканців, 1987 року колумбійський уряд заснував «Національне бюро уваги до катастроф» (Oficina Nacional para la Atencion de Desastres) з метою запобігання подібних катастроф в майбутньому. Всі колумбійські міста отримали розпорядження враховувати при плануванні можливі природні катастрофи з метою запобігання їх наслідків і забезпечити можливість евакуації у випадку загрозу вулканічних вивержень. Близько 2300 мешканців районів навколо Невадо-дель-Руїс були евакуйовані, коли вулкан знову вивергнувся 1989 року. Коли ж у квітні 2008 року вивергнувся інший колумбійський вулкан, Невадо-дель-Уїла, було евакуйовано тисячі чоловік, через попередження вулканологів, що виверження може стати «другим Невадо-дель-Руїс».
2006 року сильні дощі на Невадо-дель-Руїс викликали сель, що зійшов уздовж долини річки Чінчіна та привів до загибелі дев'яти молодих людей у віці 12—19 років, що брали участь у скаутській експедиції до вулкана.

## Ресурси Інтернету
- Nevado del Ruiz [Архівовано 28 березня 2012 у WebCite] Global Volcanism Program (англ.)
- Ruiz-Tolima Volcanic Massif [Архівовано 21 червня 2013 у WebCite] USGS (англ.)
- Nevado del Ruiz [Архівовано 28 грудня 2008 у Wayback Machine.] Peakware (англ.)
- Nevado del Ruiz SummitPost (англ.)
- Nevado del Ruiz [Архівовано 5 грудня 2008 у Wayback Machine.] — колекція фотографій Cesar Augusto Castro Maldonado
- Nevado del Ruiz, Columbia [Архівовано 12 червня 2009 у Wayback Machine.] Geology 111: Volcanoes and Civilization. Univ. of Wisconsin-Madison (англ.)
- Deadly Lahars from Nevado del Ruiz [Архівовано 27 травня 2010 у Wayback Machine.] USGS (англ.)

## Друковані огляди
- Victoria Bruce (2002). No Apparent Danger: The True Story of Volcanic Disaster at Galeras and Nevado Del Ruiz. Harper Perennia. ISBN 978-0060958909.
- Committee on Natural Disasters (1991). The Eruption of Nevado del Ruiz volcano. National Academies Press. ISBN 978-0309044776.